# Woord
Een woord is het kleinste zelfstandig gebruikte taalelement, dat in de spreektaal is opgebouwd uit klanken en in de geschreven taal uit letters. Sinds Ferdinand de Saussure weet men dat het 'woord' gescheiden is van het concept. Het is zodoende niet correct te stellen dat een woord de kleinste eenheid van betekenis zou zijn: de relatie tussen ideeën en woorden is namelijk willekeurig.
Een andere definitie van "woord" is de kleinste psychologisch-taalkundige eenheid in de taal die op zichzelf kan staan, in tegenstelling tot het gebonden morfeem. Een woord bestaat uit minimaal één vrij morfeem en nul of meer gebonden morfemen. In de praktijk is het een opeenvolging van aan elkaar geschreven letters, waaraan een door conventie overeengekomen betekenis verbonden is. Dit betekent niet dat een woord per definitie een 'betekenisdragende' (semantische) eenheid is, want de delen waaruit het is samengesteld bezitten op zichzelf ook een betekenis: de affixen be-, ver-, -en enz. hebben alle een eigen betekenis.
De betekenis van lexeem komt vrijwel overeen met die van woord. De term lexeem wordt echter specifiek gebruikt om het woord te onderscheiden van de betekenisvolle eenheden op lager niveau, ofwel de gebonden morfemen.

## Complexe woorden
Een woord dat bestaat uit twee of meer morfemen wordt een complex woord of geleed woord genoemd. Een complex woord dat uit twee of meer vrije morfemen is opgebouwd heet een samenstelling. Bestaat een complex woord uit een gebonden morfeem en een of meer vrije morfemen, dan is het een afleiding.
De betekenis van een woord is opgebouwd uit de deelbetekenissen der morfemen, maar de manier waarop dat gebeurt is vaak redelijk arbitrair. Zo is de semantische relatie tussen de morfemen gas en productie heel anders dan tussen de morfemen dag en productie: bij gasproductie wordt gas geproduceerd, maar dagproductie produceert geen dagen.
De vorming van woorden uit morfemen volgt bepaalde taalspecifieke regels. De wetenschap die deze regels probeert te formuleren is de morfologie. Woorden kunnen zelf worden gegroepeerd tot woordgroepen, op een hoger niveau tot zinnen en op een nog hoger niveau tot tekst. Dat gaat ook volgens bepaalde regels, die worden bestudeerd in de syntaxis.

## Regels
Het is niet in alle gevallen duidelijk uit te maken of een bepaalde klankreeks wel of niet een woord vormt. Zo kan plastic tas worden geanalyseerd als een woordgroep bestaande uit een onverbogen stoffelijk bijvoeglijk naamwoord en een zelfstandig naamwoord (zoals gouden ring), maar ook als een enkel woord (zoals schooltas). Evenmin is duidelijk of clitica (zoals ie in dattie komt) zelfstandige woorden zijn of samen met het woord waaraan zij worden gehecht een woord vormen.
In talen als het Nederlands, waarin klemtoon een belangrijke rol speelt, kan een woord soms ook fonologisch worden gedefinieerd, namelijk als een groep lettergrepen waarvan er een de hoofdklemtoon heeft. Op basis van woorden die gegroepeerd zijn in een zin is deze analyse vaak niet mogelijk, aangezien veel functiewoorden (bijvoorbeeld voegwoorden zoals 'en' of lidwoorden zoals 'de') in het Nederlands geen of nauwelijks merkbaar klemtoon dragen. Volgens de klemtoonanalyse zou 'de' in de woordgroep 'de boom' geen woord zijn, aangezien het geen hoofdklemtoon heeft, terwijl in fonetisch opzicht de geluidsstroom ononderbroken is.
Een woord kan worden opgesplitst in lettergrepen en morfemen.

## Orthografische betekenis
Naast het hierboven beschreven taalkundige of psychologische begrip woord, is er ook het orthografische begrip woord, dat verwijst naar een rij schrifttekens die door spaties of leestekens worden afgegrensd. Daarbij moet echter wel worden opgemerkt dat de spelling idealiter zo veel mogelijk de morfologische, syntactische en fonologische analyse volgt. Er zijn echter ook uitzonderingen op. Zo worden volgens het Groene Boekje veel samengestelde verba aaneengeschreven, terwijl ze in de syntaxis scheidbaar zijn: 'opeten' (spelling), maar op.ge-g.eten (syntaxis/morfologie).

## Woordsoorten
Naargelang van de grammaticale functie in de zin worden de (voor het Nederlands) volgende woordsoorten onderscheiden:
- het bijvoeglijk naamwoord (adjectief)
- het bijwoord (adverbium)
- het lidwoord (artikel)
- het telwoord (numerale)
- het tussenwerpsel (interjectie)
- het voegwoord (conjunctie)
- het voornaamwoord (pronomen)
- het voorzetsel (prepositie)
- het werkwoord (verbum)
- het zelfstandig naamwoord (substantief)

## Vormen
De belangrijkste bijzondere woordvormen binnen een taal zijn:
- anagram (letterkeer)
- diminutief (verkleinwoord)
- doublet (tweelingwoord)
- eufemisme (verbloeming)
- hapax (eenmalig woord)
- homofoon (gelijkluidend woord)
- homograaf (gelijkgeschreven woord)
- homoniem (hetzelfde woord, andere betekenis)
- hyperoniem (koepelwoord)
- hyponiem (onderliggend woord)
- neologisme (nieuwvorming)
- palindroom (keerwoord)
- amelioratief (positief woord)
- pejoratief (negatief woord)
- synoniem (evenwoord)
- antoniem (tegengesteld woord)
- porte-manteau (kofferwoord)

Leenwoorden (waaronder bastaardwoorden, zwerfwoorden en tatsamwoorden) zijn woorden die aan een andere taal zijn ontleend.

## Trivia
Het langste gebruikte woord in de literatuur is een fictief Grieks gerecht met de Latijnse benaming: Lopadotemachoselachogaleokranioleipsanodrimhypotrimmatosilphioparaomelitokatakechymenokichlepikossyphophattoperisteralektryonoptekephalliokigklopeleiolagoiosiraiobaphetraganopterygon.